# Дараселия, Лена Алмасхановна
Лена Алмасхановна Дараселия (1925 год, Зугдидский уезд, ССР Грузия) — колхозница колхоза «Колхида» Зугдидского района, Грузинская ССР. Герой Социалистического Труда (1950).

## Биография
Родилась в 1925 году в крестьянской семье в одном из сельских населённых пунктов Зугдидского уезда ССР Грузия. Трудовую деятельность начала в годы Великой Отечественной войны на чайной плантации колхоза «Колхида» Зугдидского района.
В 1949 году собрала 6053 килограмма сортового чайного листа на площади 0,5 гектара. Указом Президиума Верховного Совета СССР от 19 июля 1950 года удостоена звания Героя Социалистического Труда за «получение высоких урожаев сортового зелёного чайного листа и цитрусовых плодов в 1950 году» с вручением ордена Ленина и золотой медали «Серп и Молот».
Этим же указом званием Героя Социалистического Труда были награждены председатель колхоза Калистрат Михайлович Шерозия, бригадиры Ян Парнаозович Джабуа, Лаврентий Ерастович Джоджуа, Ражден Константинович Кадария, звеньевые Даниел Учанович Дараселия, Владимир Владимирович Джабуа, Имения Степанович Джабуа, колхозницы Ксения Тарасхановна Дараселия, Тамара Владимировна Латария и Ольга Тарасовна Рогава.
После выхода на пенсию проживала в Зугдидском районе.